# Keersopdreef
Het gebied Keersopdreef (soms ook Keersopperdreef genoemd) is een langgerekt natuurgebied dat zich over een afstand van 2 km langs de rechteroever van de Keersop uitstrekt en zich ten westen van Dommelen bevindt, op het grondgebied van de gemeente Bergeijk. Het gebied wordt beheerd door Staatsbosbeheer.
Het betreft een aantal broekbossen en schraallandjes waarin bijzondere plantensoorten als moerashertshooi, moeraswolfsklauw, teer guichelheil, sterzegge, ronde zonnedauw en kleine zonnedauw voorkomen.
Het meest kwetsbare deel van dit gebied is natuurreservaat en niet voor het publiek toegankelijk.

.